# مركز الملكة رانيا للريادة
مركز الملكة رانيا للريادة هو منظمة غير حكومية غير ربحية، أنشئت في تشرين الأول 2004 ويندرج الآن المركز تحت جامعة الأميرة سمية للتكنولوجيا. وتتمثل مهمة المركز في دعم النمو الاقتصادي من خلال توفير مجموعة من الخدمات في تنمية الريادة وتسويق التكنولوجيا، ويستهدف المركز في عمله تحديداً طلبة الجامعات والباحثين والمخترعين وأصحاب المبادرة الشخصية من أجل تعزيز وبناء قدراتهم الشخصية، وتقديم الاستشارات والنصح والإرشاد لهم، وتطوير الروح والشخصية الريادية لديهم وذلك من خلال برامج المركز.
أطلقت جامعة الأميرة سمية للتكنولوجيا في العام 2003 خطة تطوير طموحة تضمنت تأسيس مركز خاص بالريادة. ثم قررت الجامعة تسمية هذا المركز على اسم شخصية عربية كبيرة معروف عنها التميز والدور الذي تلعبه في سبيل تطوير روح الريادة والمبادرة بين الشباب الأردني والعربي بشكل عام. وبناء عليه فقد بدأ العمل نحو إنشاء مركز الملكة رانيا العبد الله للريادة في شهر تشرين الأول (أكتوبر) 2004.
يتميز الصرح المزمع إقامته بموقعه الإستراتيجي وسط الرواق العلمي في العاصمة عمان والذي يضم أهم مؤسسات البحث العلمي والأكاديمي في الأردن.سيعمل المركز على توسعة قاعدة نشاطاته لتشمل الأردن ومختلف دول المنطقة من خلال تعاونه المستمر مع مختلف المنظمات المتخصصة في الأردن والعالم.
ويستهدف المركز في عمله تحديداً طلبة الجامعات والباحثين والمخترعين وأصحاب المبادرة الشخصية من أجل تعزيز وبناء قدراتهم الشخصية، وتقديم الاستشارات والنصح والإرشاد لهم، وتطوير الروح والشخصية الريادية لديهم، واستنادا إلى خطة التطوير التي تنتهجها جامعة الأميرة سميّة للتكنولوجيا، فإن الخطوة التالية تكمن في إقامة كلية خاصة لتدريس تخصصات الاقتصاد والأعمال وتكون تابعة لمركز الريادة

## برامج مركز الملكة رانيا للريادة
1. جائزة الملكة رانيا الوطنية للريادة (QRNEC).
2. برنامج استثمار التكنولوجيا (TCP).
3. مسابقة صنع في الأردن (MIJC).
4. برنامج تواصل الأردن CONNECT JORDAN.
5. نادي الريادة الطلابي(DART).

## جائزة الملكة رانيا الوطنية للريادة (QRNEC)
جائزة الملكة رانيا الوطنية للريادة هي مسابقة وطنية تهدف إلى تنمية روح ريادة الأعمال بين طلبة الجامعات الأردنية، ومن مختلف المراحل الدراسية، بالإضافة إلى فئة الرياديين الطموحين من عامة المجتمع لتمكينهم من تحويل أفكارهم الإبداعية إلى خطط عمل ناجحة لمنتجات وخدمات ذات قيمة اقتصادية عالية. تنبع رؤية الجائزة من اهتمامها بتحفيز مفهوم الريادة الشامل ودعم الإبداع واحتضان الأفكار الناجحة لتسهيل بناء شركات ناشئة تحدث تغييراً جذرياً في نظرة المجتمع للإبداع والمبدعين. كما أنها تمثل فرصة للمتسابقين لتنمية مهارات التواصل والمشاركة فيما بينهم من خلال بنائهم لفرق عمل متجانسة.
تهدف جائزة الملكة رانيا الوطنية للريادة للعام 2008 إلى تحفيز التفكير الإبداعي لدى كافة الرياديين وتحويل أفكارهم الابتكارية لمشاريع أعمال ناجحة، قيمة ومستدامة وإيجاد فرص عمل جديدة. ستركز مسابقة هذا العام على عدة قطاعات تكنولوجية لمساعدة الشباب الأردني على أخذ زمام المبادرة وصنع مستقبل واعد وتتضمن الجائزة فئتين: الرياديين في الجامعات والرياديين في عامة المجتمع (الفئة المفتوحة).

## برنامج استثمار التكنولوجيا (TCP)
يعتبر برنامج تسويق التكنولوجيا برنامجاً وطنياً أطلقت مبادرته من قبل كل من جامعة الأميرة سمية للتكنولوجيا، والجمعية العلمية الملكية، والمجلس الأعلى للعلوم والتكنولوجيا، بالإضافة إلى عدد من المؤسسات والمنظمات الحكومية والخاصة. ويهدف البرنامج إلى تعزيز الوعي بين الباحثين والمبدعين حول القيمة الاقتصادية للممتلكات الفكرية الكامنة بينهم. ويفرض وجود ثروة فكرية وطنية في الأردن الحاجة إلى حماية هذه الثروة ومواصلة دعمها. واستناداً لذلك، فإن البرنامج يعمل على بلورة الفكرة القائمة على تمكين المفكرين والمبدعين والباحثين لحماية إنتاجهم الفكري مع توفير الإمكانيات لإقامة استثمارات خاصة بهم وبعوائد مرتفعة. ويشرف على البرنامج مجموعة من أصحاب الاختصاص من الأردن والمنطقة الذين يمثلون القطاعات العامة والخاصة. ويعمل المركز حالياً على إنشاء منتدى لحماية الملكية الفكرية والإبداع في الأردن، والذي سيضم مؤسسات لها علاقة بتشجيع الإبداع وتسويق التكنولوجيا.

## مسابقة صنع في الأردن (MIJC)
مسابقة صنع في الأردن هي مسابقة وطنية تهدف إلى نشر الإبداع في الأردن بواسطة توجيه البحوث العلمية في الجامعات الأردنية خاصة مشاريع التخرج ورسائل الدراسات العليا نحو إنتاج نماذج صناعية أو برمجية لحل مشاكل واقعية في مجالات الهندسة والتكنولوجيا في المنطقة واستفادة من نتائجها في مجال الأعمال وتطوير منتجات حديثة ذات قيمة سوقية عالية، المسابقة تعزز من مبادرة ربط الجامعات بالصناعة من خلال اشتراط حصول مشروع التخرج الجامعي المشارك على دعم مالي أو تقني أو استشاري من أحد الشركات أو المصانع، ستساعد المسابقة أيضا على تطوير المهارات الريادية والتقنية للمشاركين من خلال تدريبات متخصصة، كما ستوضح لهم المسابقة أفكار أعمال إبداعية وتكنولوجية جديدة. مسابقة صنع في الأردن تعد واحدة من سلسلة مسابقات وطنية في عدة دول عربية تتفرع كلها من مسابقة صنع في الوطن العربي، الفائزون من المسابقات المحلية سيتنافسون على مستوى الدول العربية في مصر تشرين الثاني 2009.

## برنامج تواصل الأردن CONNECT JORDAN
تأسس برنامج كونيكت في عام 1985 في جامعة سان دييغو في ولاية كاليفورنيا الأميركية حيث يعتبر من أكثر البرامج نجاحاً هناك. وبمساعدة من برنامج كونيكت في السويد تم إطلاق برنامج تواصل - الأردن ليصل ما بين الرواد وحاجاتهم من المصادر المالية، والتقنية وخبرات تطوير الأعمال والتي تساعدهم على إقامة شركات متطورة في الأردن. ويعمل البرنامج على تنظيم الفعاليات العلمية وتقديم النصيحة من خلال دعمه المباشر للرواد والشركات الجديدة لتطوير فرص نجاحهم في العمل. ومع الحاجة إلى المزيد من الرواد فإن برنامج تواصل - الأردن يعمل على تسريع عملية تسويق الشركات الجديدة لخلق مزيد من فرص العمل في الأردن.
كما يعمل برنامج تواصل- الأردن مع برنامج كونيكت في السويد لمساعدة الرواد من خلال ما يسمى ب “منصات القفز″ بهدف تنمية وتطوير شركات ناجحة. وتقوم هيئة من الخبراء على مساعدة الرواد في حل مشاكلهم وتحديد فرص نجاحهم، وتقديم النصيحة والمشورة العملية لهم وذلك لتشجيعهم على استغلال الفرص المتاحة بكل اقتدار. كما تهدف “منصات القفز″ إلى خدمة الشركات الجديدة ودعم الشركات النامية لتحقيق المزيد من النجاحات. ومن بين النشاطات الأخرى التي يقوم بها البرنامج إقامة المنتديات وإصدار النشرات الإرشادية.

## نادي الريادة الطلابي (DART)
أُسِّسَ نادي دارت DART في شهر أيلول (سبتمبر) للعام 2004، وذلك بهدف ترجمة النظريات إلى تطبيقات عملية مؤثرة. ويعتبر نادي دارت اليوم جمعية الريادة الخاصة بطلبة جامعة الأميرة سمية للتكنولوجيا. ويظهر اسم النادي وشعاره في صورة سهم يصيب الهدف، حيث يشير اسم النادي إلى العبارة التالية: إحلم، وسدِّد، واقترب من الهدف، ثم صوِّب. ويعمل الطلبة المنتسبين إلى نادي دارت بشكل مستمر على جسر الهوة بين الطلبة الجامعيين والشركات الصناعية والتجارية. كما يعمل طلبة النادي على نشر روح الريادة والمبادرة بين طلبة جامعة الأميرة سمية، ليكون منهجاً لحياتهم اليومية. وفي الوقت الذي نشهد فيه طلباً متزايداً على الخريجين الجامعيين الأكفاء، فإننا ندرك الحاجة الماسة إلى الإبداع وتلبية حاجات سوق العمل المتطور.

## مواقع خارجية
- موقع مركز الملكة رانيا للريادة
- موقع جائزة الملكة رانيا الوطنية للريادة
- موقع برنامج استثمار التكنولوجيا
- موقع مسابقة صنع في الأردن
- موقع نادي الريادة الطلابي
- موقع مدينة الحسن العلمية
- موقع جامعة الأميرة سمية للتكنولوجيا